# Tuulijärvi (sjö i Enare, Lappland)
Tuulijärvi är en sjö i kommunen Enare i landskapet Lappland i Finland. Sjön ligger 302,5 meter över havet. Arean är 51 hektar och strandlinjen är 4,71 kilometer lång. Sjön  ingår i Pasvik älvs huvudavrinningsområde.   Den ligger omkring 270 kilometer norr om Rovaniemi och omkring 970 kilometer norr om Helsingfors. 
Söder om Tuulijärvi ligger Rautupää. 